# Mormonia judith
Mormonia judith är en fjärilsart som beskrevs av John Kern Strecker 1874. Mormonia judith ingår i släktet Mormonia och familjen nattflyn. Inga underarter finns listade i Catalogue of Life.